# Asociación Escocesa de Fútbol
La Asociación Escocesa de Fútbol (en inglés: Scottish Football Association) (SFA) es el organismo rector del fútbol en Escocia, con sede en Glasgow. Fue fundada el 13 de marzo de 1873, por lo que es la segunda asociación de fútbol más antigua del mundo. Es una de las pocas asociaciones de fútbol que, sin representar a un estado independiente, está aceptada como miembro de la FIFA y a la UEFA
Se encarga de organizar la Copa de Escocia, así como los partidos de la Selección masculina y la Selección femenina en sus distintas categorías.

## Historia
La fundación, en 1867 del Queen's Park de Glasgow fue el paso decisivo para la organización del fútbol en Escocia. Gracias a Archibald Rae, el 13 de marzo de 1873 se celebró la reunión que dio origen a la Scottish Football Association. A dicha reunión asistieron representantes de los clubes: Clydesdale, Dumbreck, Eastern, Granville, Queen's Park, Third Lanark y Vale of Leven, mientras que por escrito el Kilmarnock adhirió a esta iniciativa. 
En sus primeros años de vida la SFA tuvo que enfrentar una serie de dificultades, la mayor de las cuales fue su enfrentamiento, en la década de 1880 con la Football Association inglesa a raíz de la diferente interpretación de las reglas del juego. El 6 de diciembre de 1882 se reunieron las 4 federaciones de las islas británicas, adoptándose un código común de reglas del juego. Dicha reunión se repitió año a año, hasta que en 1886 se formó oficialmente la International Football Association Board, con el objetivo de discutir posibles modificaciones al reglamento.
Unos años antes, en 1874 la SFA disputó su primera Copa, en la cual participaron 16 equipos resultando vencedor el Queen's Park. En 1890, la SFA comenzó a disputar su campeonato de Liga, en la que participaron 11 equipos: Abercorn, Celtic, Cowlairs, Dumbarton, Hearts, Rangers, Saint Mirren, Renton, Third Lanark y Vale of Leven. Tres años después se creó la Segunda División, siendo suspendida en 1915, y vuelta a instaurar en 1923.
Luego del primer partido internacional escocés, en 1872 frente a Inglaterra, la SFA tuvo escasos representantes jugando fuera de las islas británicas. Se afilió a la FIFA en 1910, siendo su primera participación destacable las eliminatorias de la Copa del Mundo de Brasil, en 1950, a la cual, pese a haber clasificado renunció a participar al no haber podido ganar el grupo que compartía con Inglaterra. 

## Organización
Hay seis asociaciones de fútbol afiliadas a esta:
- Scottish Amateur Football Association (Asociación Escocesa de Fútbol Amateur)
- Scottish Junior Football Association (Asociación Escocesa de Fútbol Júnior)
- Scottish Schools Football Association (Asociación Escocesa de Fútbol Escolar)
- Scottish Women’s Football Association (Asociación Escocesa de Fútbol Femenino)
- Scottish Youth Football Association (Asociación Escocesa de Fútbol Juvenil)
- Scottish Welfare Football Association